# Крещалец
Крещалецът, още воден дърдавец (Rallus aquaticus), е птица от семейство Дърдавцови (Rallidae). Среща се и в България.

## Физически характеристики
Дължина на тялото: 25 cm. Размах на крилете: 42 cm. Има възрастов диморфизъм. Възрастните отгоре са кафяви с черни ивици, главата отстрани и долната част на тялото са пепелявосиви, а слабините – черни с бели препаски. Младите отдолу са охристи. От пъструшките се отличава по дългия клюн и характерния крясък. Издаващи звуци: наподобяват квичене на свиня.

## Разпространение
Обитава влажни зони. Разпространен е в Евразия, Исландия, Британските острови, Сибир, Корея, Китай и Северна Япония, както и в подходящи местообитания в Северна Африка, Саудитска Арабия и Турция. Неговото разпространение в Азия е слабо проучено, и може да е по-широко, отколкото e известно.